# Карзинкин, Георгий Сергеевич
Георгий (Юрий) Сергеевич Карзинкин (1900—1973) — русский ихтиолог и гидробиолог, доктор биологических наук, действительный член Азербайджанской Академии наук, профессор, специалист по биопродуктивности водоемов (есть монография) и по физиологии по физиологии рыб; дядя М. В. Мины.

## Биография
Выходец из московского купеческого и дворянского рода, Георгий Сергеевич был сыном известного промышленника и негоцианта С. С. Карзинкина. Получив блестящее домашнее образование, научной деятельностью юноша начал заниматься уже будучи студентом естественного отделения физико-математического факультета Московского университета, на которое он поступил в 1918 году. Совмещая учёбу с работой и участием в экспедициях, Г. С. Карзинкин окончил университет в 1924 году. В университете, в отличие от других студентов, он выполнил две дипломные работы «Планктон юго-западного угла Арала» и «К познанию микробиоценозов Глубокого озера». Кроме этого, он собрал в Аральской научной рыбохозяйственной экспедиции коллекцию птиц и написал работу «Орнитофауна южного побережья Аральского моря». С 1923 года работал на биостанции озера Глубокое, где изучал проблему биоценозов и впервые обратился к проблеме практического рыбоводсва. В первые дни Великой Отечественной войны он добровольцем ушел на фронт простым солдатом и зиму 1941/1942 г. он, обутый лишь в солдатские ботинки с обмотками, провел в окопах в рядах Московского Ополчения. Получив место во ВНИРО, он основал и несколько раз был заведовал лабораторией физиологии рыб (1941—1955 и 1960—1963 гг.). Основные работы им созданы в области экспериментальной физиологии рыб и продуктивности рыбоводных хозяйств, важнейший труд — «Основы биологической продуктивности водоемов» (1952).

## Вклад в науку
В ходе почти 10-летних экспериментальных работ Г. С. Карзинкиным и его группой были получены фундаментальные данные по экологии и физиологии питания пресноводных рыб. Им внесен большой вклад в трофологию рыб, показано влияние агрегированности кормовых организмов, их распределения в толще воды и в донных осадках, влияние плотности кормовых пятен на эффективность питания рыб. Большую ценность для физиологии и биохимии питания и кормления рыб
представляют экспериментальные данные Г. С. Карзинкина и его коллег по переваримости отдельных кормовых организмов в зависимости от их химического состава. Вскрыты эффекты компенсации, впервые в мировой литературе показано, что в пределах отдельных генераций особи, отставшие в росте в смысле величины и использования пищи на рост, ведут себя, как рыбы более младших возрастов. Впоследствии эти идеи были развиты в лаборатории физиологии рыб ВНИРО и распространены на показатели энергетического обмена.
Г. С. Карзинкин по-новому, с энергетических позиций, подошел к проблеме хищник-жертва у рыб. Им показано значение размерных соотношений в системе хищник-жертва: если в ранние периоды онтогенеза рыб питание мелкими кормовыми объектами эффективно, то по мере роста рыб даже при плотных концентрациях мелких объектов питание ими становится энергетически невыгодным; необходимы смена характера питания, переход на потребление более крупных, энергетически выгодных пищевых объектов.
В связи с зарегулированием стока Волги в 1930-е годы была высказана идея об организации на площадях в десятки тысяч гектаров в дельте Волги сети нерестово-выростных рыбоводных хозяйств (НВХ). Эта идея была реализована в послевоенные годы под руководством Николая Ивановича Кожина и Георгия Сергеевича Карзинкина. При этом, концепции в области биологической продуктивности водоемов Г. С. Карзинкина и фундаментальные результаты работ по экологии и физиологии питания молоди рыб позволили в кратчайшие сроки разработать нормативы посадки молоди и обеспечить эффективную работу этих хозяйств, на которых выращивалось и выпускалось в естественные водоемы огромное количество молоди сазана, леща, воблы и других ценных видов рыб. Георгий Сергеевич разработал ряд рекомендаций по организации работы на этих хозяйствах: по увеличению кормовой базы, по режимам выпуска молоди, по регулированию продуктивности НВХ в низовьях Волги и Дона и других. Г. С. Карзинкин и его ученики впервые начали изучать динамику биохимических показателей у молоди рыб в связи с её питанием и ростом. И в этой области получены основополагающие результаты, имеющие непреходящее значение.
В период с 1941 по 1953 годы Под руководством Г. С. Карзинкина лаборатория физиологии рыб ВНИРО внесла большой вклад в разработку биологических основ воспроизводства и промышленного разведения проходных и полупроходных рыб и в совершенствование биотехники искусственного разведения промысловых рыб. Были проведены капитальные исследования экологии и физиологии питания ряда проходных и полупроходных рыб, изучены их пищевые потребности, усвоение кормов, влияние биотических и абиотических факторов на питание и рост молоди. К концу 50-х годов благодаря экспериментальным работам Г. С. Карзинкина и его учеников и их внедрению в практику была разработана биотехника кормления и выращивания молоди осетровых, которая впоследствии легла в основу организации искусственного воспроизводства осетровых.

### Основные труды
Монографии:
- Карзинкин Г. С. Значение физиологии для рыбоводных работ по воспроизводству проходных рыб. Рыбн. хоз. N 6, 1940.
- Карзинкин Г. С. Основы биологической продуктивности водоемов. М., Пищепромиздат, 1952. — 342 с. — Библиогр.: с. 328—341.

Брошюры:
- Карзинкин Г. С. Бoгатства кoлхoзных прудoв. М.: Знание, 1962. — 48 с.
- Карзинкин Г. С. Тайны подводного царства. М.: Знание, 1964. — 34 с. с илл.

Сборники:
- Вопросы физиологии рыб [Сборник статей]. Под ред. проф. Г. С. Карзинкина. [Вып. 1] -. М., Пищепромиздат, 1961. 187 с. с илл.
- Вопросы физиологии рыб [Сборник статей]. Под ред. проф. Г. С. Карзинкина и М. Н. Кривобока. [Вып. 2] -. М., Пищепромиздат, 1970. 286 с. с илл.

Статьи:
- Карзинкин Г. С., Кузнецов С. И. «Новые методы в лимнологии» // Тр. лимнол. станции в Косине; вып. 13-14. — М.,1931. — С. 367.
- Карзинкин Г. С. «К изучению физиологии пищеварения рыб» (1932).
- Карзинкин Г. С. «Изучение физиологии питания сеголетков зеркального карпа» (1932).
- Карзинкин Г. С. «К изучению физиологии питания молоди щук» (1935).
- Карзинкин Г. С. «К познанию рыбной продуктивности водоемов» (Труды лимнологической станции в Косине, 1935—1939 гг., вып. NN 15-22).
- Карзинкин Г. С. «Использование двухлетним карпом естественных кормовых запасов пруда» (Зоологический журнал, 1936 г., т.15, вып.2).
- Карзинкин Г. С. «Теория биологической продуктивности водоемов, как рабочая схема» (Зоологический журнал, 1936 г., т.15, вып.2).
- Карзинкин Г. С. и Сараева М. Ф. «Выращивание молоди севрюги на искусственном корме» (Зоологический журнал, 1942 г., т. XXI, вып. 4).
- Карзинкин Г. С. «К нормативам кормления молоди осетровых и белорыбицы» (сборник научных трудов ВНИРО, т. ХIХ, вып.4. 1951 г.)
- Карзинкин Г. С. «О биологической продуктивности водоемов» (Зоологический журнал, 1951 г., Т.ХХХ, вып.4)

## Карзинкин в воспоминаниях современников
Георгий Сергеевич Карзинкин был интеллигентнейшим человеком. Он никогда не обращался к студентам на «ты»; ему было уже 56 лет, когда он возил нас, студентов, на практику, но он никогда не позволял носить его чемодан. Регулярно он давал студентам на практике свои деньги как бы «в долг на пропитание», но никогда не брал их обратно, как бы мы не пытались вернуть ему наш долг. Со мной лично он провел однажды душевную беседу о вреде алкоголя, т.к. мне не везло и, когда бывала моя очередь бежать в магазин на нашей практике в Азербайджане, я по дороге обратно обязательно наталкивался на профессора. —  В.П. Серебряков
Круг научных интересов Георгия Сергеевича был огромен и не ограничивался глубокими и всесторонними исследованиями физиологии и биохимии пресноводных, проходных и полупроходных рыб. В конце 50-х годов и в 60-е годы Георгий Сергеевич стал интересоваться физиологией и биохимией морских рыб. Широко известен своими работами в этой области член-корр. Национальной академии наук Украины, профессор Георгий Евгеньевич Шульман, один из любимых аспирантов Г.С. Карзинкина. Г.С. Карзинкин, уже будучи тяжело больным, давал ценные указания и руководил работой своих последних аспирантов В.В. Ипатова и В.В. Шевченко, выполнивших физиологические исследования на тресковых рыбах. —  В.П. Шатуновский